# Боровая (река, впадает в Верхнее озеро)
Боровая — река в России, протекает по территории Кестеньгского сельского поселения Лоухского района Республики Карелии. Длина реки — 12 км.
Река берёт начало из ламбины без названия в трёх километрах к северо-востоку от озера Большого Лагиярви.
Течёт преимущественно в северо-восточном направлении по заболоченной местности.
Река в общей сложности имеет два малых притока суммарной длиной 3,0 км.
Втекает на высоте 88,6 м над уровнем моря в озеро Верхнее, через которое протекает река Капустная. Капустная, протекая через озеро Нижнее, впадает в озеро Кереть, из которого берёт начало река Кереть, впадающая в Белое море.
Населённые пункты на реке отсутствуют.
Код объекта в государственном водном реестре — 02020000712102000001714.